# Halloween II – Das Grauen kehrt zurück
Halloween II – Das Grauen kehrt zurück (Originaltitel: Halloween II) ist ein Horrorfilm von Rick Rosenthal aus dem Jahr 1981. Die Handlung schließt direkt an das Ende des Vorgängers Halloween – Die Nacht des Grauens an.
Der Film erschien in Deutschland außerdem unter den Titeln Halloween 2, Halloween II – Die Nacht des Grauens geht weiter… und Halloween II – Die Blutnacht. Im englischen Sprachraum ist er außerdem unter den Titeln Halloween II: The Horror Continues und Halloween II: The Nightmare Isn’t Over! bekannt.
Halloween II – Das Grauen kehrt zurück sollte ursprünglich der letzte Teil der geplanten Halloween-Filmserie sein, in dem Michael Myers die Rolle des Bösewichts verkörperte. Da das Einspielergebnis des Nachfolgers ohne Myers, Halloween 3, allerdings stark hinter den Erwartungen der Produzenten zurückblieb, entschied man sich, ihn für Halloween 4 zurückzuholen.

## Handlung
Es wird nahtlos an den ersten Teils angeknüpft. Michael Myers ist nach dem Sturz aus dem Fenster verschwunden. Dr. Loomis und der Sheriff versuchen, ihn wiederzufinden, während er mordend auf dem Weg ins Krankenhaus ist, in das die geschockte Laurie eingeliefert wurde. Nachdem ein ähnlich gekleideter Mann bei einem Unfall stirbt, denken die meisten, der Spuk sei zu Ende. Doch Loomis’ Zweifel bewahrheiten sich: Nicht Myers ist gestorben, sondern ein Unschuldiger. Michael Myers ist im Krankenhaus und ermordet das Personal, doch Laurie kann ihm entkommen.
Dr. Loomis wird auf Anordnung des Gouverneurs zurückbefohlen. Von Marion Chambers, einer Frau vom Gesundheitsministerium, erfährt er, dass Laurie Strode die Schwester von Michael Myers ist und nach dem Tod ihrer Eltern von den Strodes adoptiert worden ist.
Sofort ist es für Loomis klar, dass es Michael auf seine Verwandte abgesehen hat, und er begibt sich zum Krankenhaus, wo er sie findet.
Gemeinsam versuchen sie, aus dem Krankenhaus zu fliehen. Im Showdown sprengt Loomis sich und Myers in die Luft – beide verbrennen. Laurie Strode wird als vermeintlich letzte Überlebende dieser Schreckensnacht in einem Krankenwagen weggebracht.

## Entstehung
Dem Testpublikum und Carpenter selbst war der Film nicht gut genug, daher drehte er selbst noch einige brutalere und blutigere Szenen nach.
Laut Originalskript sollte dieser Film anstatt im Krankenhaus in einem Hochhaus spielen.

## Veröffentlichung
Der Film spielte in den USA 25 Millionen US-Dollar ein.
Halloween 2 ist der einzige Teil der Reihe, der nach § 131 StGB in Deutschland, auch in der leicht gekürzten Fassung,  beschlagnahmt wurde. Die Beschlagnahme endete 2024, als der Film vom Index gestrichen wurde und die neue Altersfreigabe auf FSK 16 gesetzt wurde.

## Kritik
„Fortsetzung des Horrorfilms ‚Halloween‘. Die pseudopsychologische Erklärung der Personifizierung des absoluten Bösen geht einher mit der Diffamierung psychisch Kranker und ist Vorwand für eine Serie von blutigen und schockierenden Szenen.“

## Auszeichnungen
1982 wurde der Film für den Saturn Award als bester Horror-Film nominiert. Den Award gewann allerdings American Werewolf.

## Synchronisation
| Rolle                     | Schauspieler       | Synchronsprecher      |
| ------------------------- | ------------------ | --------------------- |
| Dr. Sam Loomis            | Donald Pleasence   | Holger Hagen          |
| Laurie Strode             | Jamie Lee Curtis   | Susanna Bonasewicz    |
| Michael Myers             | Dick Warlock       | stumm                 |
| Sheriff Leigh Brackett    | Charles Cyphers    | Hans-Werner Bussinger |
| Deputy Gary Hunt          | Hunter von Leer    | Manfred Lehmann       |
| Jimmy Lloyd               | Lance Guest        | Michael Nowka         |
| Marion Chambers           | Nancy Stephens     | Barbara Adolph        |
| Karen Bailey              | Pamela Susan Shoop | Traudel Haas          |
| Jill Franco               | Tawny Moyer        | Marianne Groß         |
| Janet Marshall            | Ana Alicia         | Rebecca Völz          |
| Budd Scarlotti            | Leo Rossi          | Frank Glaubrecht      |
| Virginia Alves            | Gloria Gifford     | Ursula Heyer          |
| Mr. Garrett               | Cliff Emmich       | Walter Gross          |
| Dr. Frederick Mixter      | Ford Rainey        | Horst Schön           |
| Marshall Terrence Gummell | John Zenda         | Joachim Nottke        |
| Zahnarzt Graham           | Jeffrey Kramer     | Joachim Kunzendorf    |
| Reporter Robert Mundy     | Alan Haufrect      | Lothar Hinze          |
| Alice Martin              | Anne Bruner        | Madeleine Stolze      |
| Mrs. Elrod                | Lucille Benson     | Inge Wolffberg        |
| Nachbar der Doyles        | Howard Culver      | Hans Nitschke         |

## Verschiedenes
- Bis auf diesen Film haben alle anderen Teile ihren Ursprung in der Halloweennacht. Dieser zeigt noch den Morgen danach.
- Der Balkon, von dem Michael Myers stürzt, ist der am Vordereingang des Hauses Doyle statt der der Hausseite wie im ersten Teil.
- Die deutsche Synchronfassung enthält einen Fehler: Dr. Loomis behauptet, dass Michael Myers 31 Jahre alt wäre. Im ersten Teil ist Myers jedoch erst 21 Jahre alt.
- Bei dem getöteten Jugendlichen, der eine ähnliche Maske wie Michael Myers trug, handelt es sich um den im ersten Teil erwähnten Ben Tramer.
- Als Michael sich das Messer im Haus des älteren Paares holt, schaut sich der Mann im Fernsehen Night of the Living Dead an.